# Agressões sexuais no Ano Novo de 2016 em Colónia

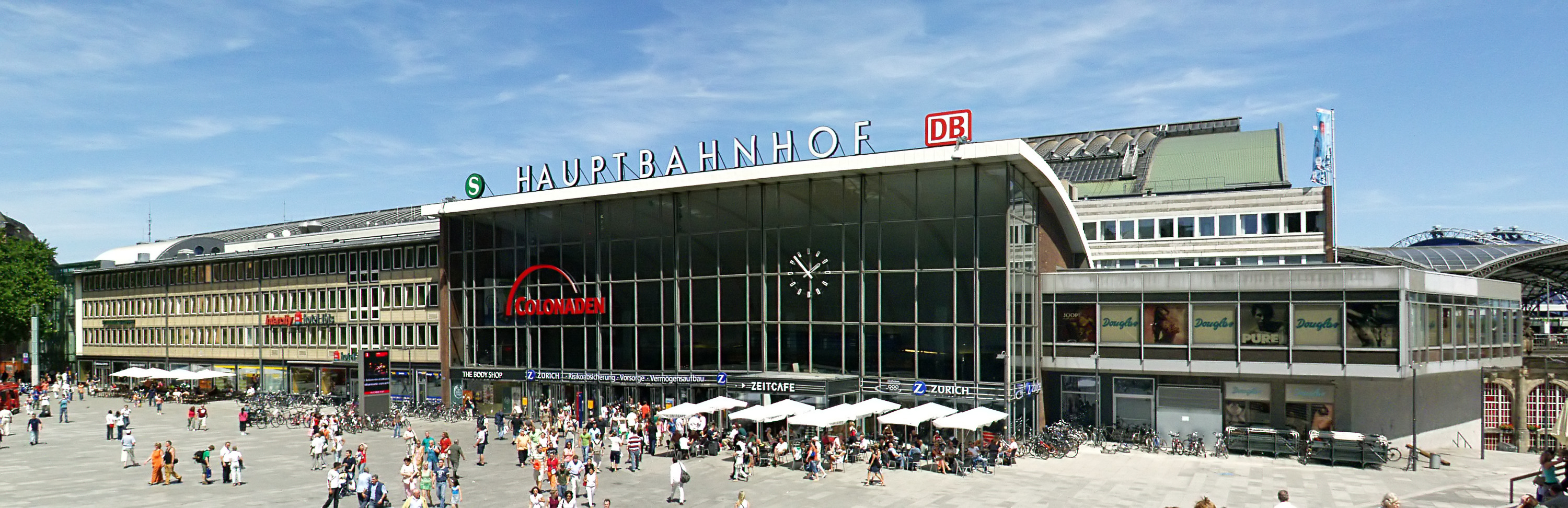
Estação Central de Colónia, principal palco dos acontecimentos.

O caso das agressões sexuais no Ano Novo de 2016 em Colónia foi uma onda de agressões sexuais em massa, roubos e casos de violação, todos dirigidos contra mulheres - principalmente em Colónia, mas também noutros locais da Alemanha, e até noutros países.
Os ataques foram cometidos por vários grupos de até 40 homens, descritos como "norte-africanos" ou "árabes". Os suspeitos eram principalmente requerentes de asilo e/ou imigrantes ilegais. O número de queixas chegou a mais de mil.
Num comunicado à imprensa em 1 de Janeiro de 2016, contudo, a polícia de Colónia anunciou que a noite havia sido "principalmente pacífica" ("weitgehend friedlich" ). O silêncio da polícia e dos media, o laxismo da polícia, as declarações da presidente da câmara de Colónia incriminando as mulheres alemãs e o atraso na reportagem dos acontecimentos pelos media, especialmente pelas emissoras públicas (ARD, ZDF e outras), foram fortemente criticados nos dias que se seguiram.

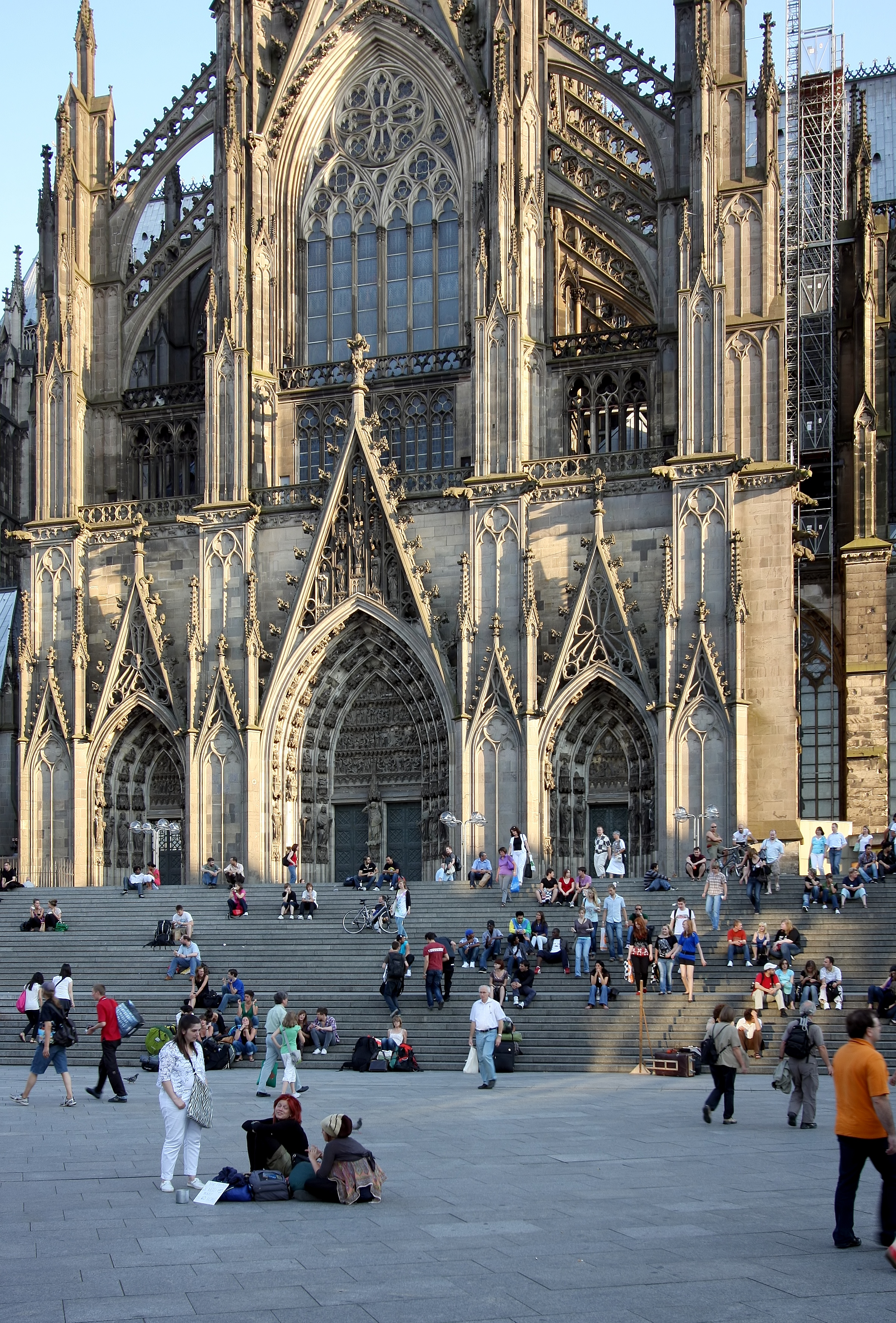
Portal norte da Catedral de Colónia.

   Em Abril de 2016, as estatísticas registadas pelas autoridades indicavam que dos 153 suspeitos identificados em Colónia que foram condenados por crimes sexuais e outros durante a passagem de ano de 2015-16, dois terços eram originalmente de Marrocos ou da Argélia, 44% eram requerentes de asilo, outros 12% eram susceptíveis de terem estado ilegalmente na Alemanha, e 3% eram refugiados menores de idade não acompanhados. Em Julho de 2016, a polícia declarou que metade dos 120 suspeitos identificados de crimes sexuais na passagem de ano tinham chegado à Alemanha durante o ano de 2015, a maioria dos quais tinham vindo do Norte de África, e quatro suspeitos a nível nacional tinham sido condenados. Em Novembro de 2016, cerca de 200 suspeitos de agressões sexuais tinham sido identificados a nível nacional.

## Os acontecimentos
Durante a tarde do dia 31 de Dezembro de 2015, já algumas centenas de homens de aparência "norte-africana e árabe" se tinham reunido na escadaria da entrada da estação de caminhos de ferro. E, desde o início, sem que a polícia interviesse, lançaram fogos-de-artifício contra a catedral em frente, e também contra as pessoas.
Cerca das 23 horas, cerca de mil e quinhentos homens, com idades entre os 15 e os 35 anos, descritos como fortemente alcoolizados e agressivos, aglomeravam-se no hall da estação, e começaram os distúrbios. De repente, de acordo com os relatos das vítimas, grupos desses homens rodearam as mulheres e meninas, agarrando-as pelos seios, e entre as pernas, puxando os fechos de correr e enfiando dedos nos genitais. Ao mesmo tempo, eram roubados telemóveis e outros objectos. Não eram visíveis forças policiais.

## Antecedentes
O modo de atuação usado durante as desordens é conhecido como taharrush gamea, ou “jogo da violação” em árabe. Homens formam anéis em torno de mulheres, acompanhadas ou não, despindo-as e violando-as, com bastante uso de violência. Este "jogo" é bem conhecido, embora raramente discutido, em todo o Norte de África. Desde a década de 1960, foram relatados episódios deste "jogo" na Argélia e Tunísia.
Na praça Tahrir, no Cairo, em 2011, a repórter Lara Logan foi vítima dum taharrush gamea, que a enviou para o hospital, salvando-se duma provável morte graças à intervenção de grupos de mulheres e militares.
No caso da Alemanha, já houvera casos durante 2015, o que deveria ter posto de sobreaviso a polícia alemã. Em Maio de 2015, mulheres e meninas alemãs foram cercadas por grupos de migrantes, tocadas e assaltadas num festival de Berlim, o Karneval der Kulturen. Também nesse mês, num festival de música em  Darmstadt, mulheres tinham sido sujeitas ao mesmo; foram presos três suspeitos, incluindo dois requerentes de asilo paquistaneses. Em Julho de 2015, a polícia de Bremen tinha prendido seis suspeitos, "predominantemente refugiados de origem afegã", por assédio sexual do mesmo modo num festival ao ar livre,  o Breminale. 

## Fatos posteriores
Em 1 de Janeiro de 2016,  a polícia de Colónia anunciou à  imprensa ( às 8h57m) que durante a  noite tinha havido   "uma atmosfera exuberante, e largamente pacífica " na noite de Ano Novo em Colónia e as forças  policiais  estavam "bem posicionadas e presentes". Algumas  horas depois (às 14h36m) , um relatório interno reconheceu que tinha havido queixas. Só a 4 de Janeiro um "relatório suplementar"  admitiu que os relatórios não representavam a extensão dos ataques relatados pelos jornais.
Durante vários dias, as agressões não foram mencionadas nos principais meios de comunicação alemães. Estes sofreram então várias críticas ; a mídia e as autoridades policiais foram acusadas de ignorar ou tentar encobrir os eventos, para que não levassem a críticas à política do governo alemão na crise migratória. O canal de televisão ZDF , fortemente criticado pela demora de informação, desculpou-se a 5 de Janeiro, admitindo um “erro manifesto de avaliação”. 
Investigando os atrasos nas reportagens das autoridades policiais em Colónia, os meios de comunicação social revelaram que os comunicados da chefia da polícia contradiziam os relatórios dos agentes policiais no terreno.  O jornal Bild, numa entrevista com um alto funcionário policial, revelou que as autoridades policiais receberam instruções estritas da sua direção para não assinalarem aos jornalistas as infrações cometidas pelos refugiados. Estas admissões reforçaram o descontentamento duma percentagem importante do público alemão com a percepção de uma cobertura mediática complacente da crise dos migrantes. 
A presidente da Câmara de Colónia, Henriette Reker, numa conferência de imprensa a 5 de Janeiro, recomendou um chamado "código de conduta" e sugeriu que as mulheres deveriam manter a  "distância de um braço" de pessoas desconhecidas.  Este comentário causou indignação pública e Reker foi acusada de culpar as vítimas. Ela  declarou publicamente que era "inadequado" ligar as agressões sexuais em massa com os refugiados. 
O sociólogo conservador, crítico do multiculturalismo Mathieu Bock-Côté analisou o silêncio voluntário dos media como "mais uma prova da tendência do complexo político-mediático para filtrar más notícias ideológicas que podem, de uma forma ou de outra, comprometer a lenda da convivência diversificada ". O jornalista Brice Couturier viu o desejo de ocultar os acontecimentos em Colónia como um perigo para a democracia e a base do contrato social: "... um Estado, em nome de uma ideologia que sabe ser impopular, multiculturalismo, renuncia de facto a assegurar e garantir a livre circulação das mulheres no espaço público, e tenta dissuadi-las de apresentar uma queixa (...)". 
Alguns meios de comunicação social alemães consideraram que a auto-censura dos meios de comunicação social alemães nos primeiros casos de violência sexual conduziu a um beco sem saída e está a ter o efeito contrário ao pretendido, uma vez que está a agravar reações racistas. Estes meios de comunicação social preferiam que a Alemanha seguisse o exemplo da Noruega, que forma os recém-chegados sobre a importância da liberdade das mulheres nos países europeus e lhes tenta ensinar um comportamento adequado em relação às mulheres. 
Um imã salafista de Colónia,Sami Abu-Yusuf, numa entrevista para um canal de televisão russo,  em Janeiro de 2016, afirmou que "uma das razões (por que os migrantes atacaram mulheres) é a forma como as próprias mulheres estão vestidas. Se andam seminuas, e usam perfume, então estas coisas acontecem."  Mais tarde, disse que os seus comentários tinham sido "retirados do contexto". 

### Reações feministas
A 5 de Janeiro de 2016, um grupo de duzentas a trezentas  mulheres manifestou-se em frente à Catedral de Colónia, exigindo respeito pelas mulheres e apelando à Chanceler Angela Merkel para que reagisse.  Alice Schwarzer, uma conhecida  feminista alemã, disse que o que aconteceu a 31 de Dezembro na estação  de Colónia foi equivalente às agressões sexuais que ocorreram na Praça Tahrir, no Cairo, de 2012 a 2014.
Kristina Schröder, que foi Ministra da Família, Mulheres e Juventude no governo de Angela Merkel entre 2009 e 2013, disse que tais atitudes desrespeitosas para com as mulheres faziam parte da civilização muçulmana. Ela disse ao jornal Bild: "Temos de dizer a todos os novos imigrantes: para viver aqui, terá de renunciar ao "código de honra" que caracteriza alguns homens no mundo árabe, e que muitas vezes deriva  na violência contra as mulheres. Caso contrário, não haverá futuro para si aqui."
Angela Spizig, vice-prefeita de Colónia (pelos Verdes) durante catorze anos, lamentou: "Tenho celebrado  Colónia como uma cidade de dois mil anos de migração, integração bem sucedida e mulheres fortes. Tive a impressão de que tudo o que fez esta cidade e foi construído nos últimos anos foi arruinado numa  noite". 
Elisabeth Badinter, por outro lado, denuncia o silêncio das feministas francesas que, não querendo "alimentar o racismo", caem, segundo ela, na negação.
Ayaan Hirsi Ali, ela própria tendo sido requerente de asilo no Ocidente, observa que o aumento do número de homens vindos  de países de maioria muçulmana trouxe à superfície um problema, a sua atitude para com as mulheres; embora nem todos os homens muçulmanos sintam ou exprimam desprezo pelas mulheres, alguns sim. Na França, na Alemanha, no Reino Unido, na Suécia, e outros países com um número considerável de imigrantes muçulmanos, temos visto uma rejeição das liberdades das mulheres por alguns destes homens e por vezes também pelos seus filhos.
Provas de má conduta sexual por uma parte dos imigrantes muçulmanos - nota Hirsi Ali -  fornecem aos populistas e outros grupos e partidos  de direita um poderoso instrumento para demonizar todos os muçulmanos. Se tirarmos esta questão da zona tabu, a discussão deixará de ser monopolizada por esses elementos. A discussão franca também desafiaria os chamados islamistas.
A filósofa e socióloga argelina Marieme Helie Lucas, que é também fundadora e coordenadora de duas redes feministas internacionais, denuncia ataques preparados, não com estruturas hierárquicas mas com redes fluidas e informais com alguns líderes e uma massa de jovens marginais que foram incitados a "divertir-se" com mulheres europeias consideradas portadoras duma "moral decadente". A este respeito, ela visa a "extrema-direita religiosa muçulmana" que defende as opiniões patriarcais. E acrescenta: "No caso dos ataques de 31 de Dezembro, o alvo foi o lugar das mulheres no espaço público." 

## Investigações
No início de janeiro de 2016, foram avaliadas pela polícia de Colónia mil e cem horas de imagens de vídeo de câmaras de vigilância e de telefones de testemunhas, mas em 18 de janeiro, um policial disse anonimamente à imprensa que várias das gravações de vídeo da praça da Catedral de Colônia na véspera de Ano Novo eram inutilizáveis. Em Novembro de 2016, o Ministério de Assuntos Internos da Renânia do Norte-Vestfália confirmou que, devido às cenas de crime em Colónia serem escuras e superlotadas, essas imagens de vídeo provaram ser de baixa qualidade e, portanto, não muito úteis para as investigações. 
O professor de direito de Hamburgo,  Reinhard Merkel,  declarou a 18 de Janeiro de 2016: "Suponho que os perpetradores não serão condenados". Isto porque, para uma condenação, é obrigatório que a vítima esteja plenamente segura da identidade do infrator, e que as suas declarações sobre este ponto sejam suficientemente credíveis. E acrescentou: "Em muitos casos, quando lhe perguntarem se está 100% certa disso, ela admitirá honestamente, por medo de jurar falso e sob pressão da defesa, que não está absolutamente certa".
Até 8 de Janeiro, a polícia de Colónia tinha identificado 31 suspeitos envolvidos nos crimes de  Ano Novo. Dezoito dos suspeitos eram requerentes de asilo. Entre eles estavam  nove argelinos , oito marroquinos , cinco iranianos , quatro sírios , dois alemães, bem como um sérvio, um iraquiano e um  norte-americano . De acordo com um relato policial subsequente, a maioria dos suspeitos de crimes eram norte-africanos,  requerentes de asilo no país ou ilegais. A 18 de Janeiro, a polícia anunciou a sua primeira detenção relacionada com o assédio. O detido era um requerente de asilo argelino.
Cinco anos após os acontecimentos, o balanço da resposta  das autoridades é fraco: o Ministério Público de Colónia investigou um total de 290 pessoas. Em cenas caóticas como a da passagem do ano, é quase impossível atribuir atos específicos a perpetradores individuais.  Apenas 37 casos foram concluídos, 32 com condenações. Contudo a  maioria deles foram por roubo ou delitos semelhantes. Apenas dois homens foram condenados e sentenciados por agressão sexual: um argelino de 26 anos e um iraquiano de 21 anos de idade; cada um recebeu um ano de pena suspensa.

## Reações da sociedade
Após se tornarem conhecidos os  relatórios sobre os casos de Colónia, as vendas  de gás pimenta e armas não letais para autodefesa explodiram na Alemanha. Na Alemanha, e não só, deu-se o aparecimento de roupa interior anti-violação e calções de jogging tambèm anti-violação. A start-up AR Wear desenvolveu cuecas que podem ser trancadas na cintura e nas pernas. Após as agressões sexuais em Colónia em 2015 - e depois de ela própria ter escapado por pouco uma violação em grupo enquanto fazia jogging - a empresária alemã Sandra Seilz criou "shorts seguros".Os "shorts seguros" são moldados ao corpo com cordas resistentes aos cortes e com uma sirene que se ativa se as calças forem rasgadas. Uma firma holandesa anunciou a venda da pulseira Invi, que pode libertar um cheiro semelhante ao de um gambá. 

O analista político Bassam Tibi, de origem síria,  traçou paralelos entre os eventos em Colônia e a guerra civil na Síria , na qual a violação de mulheres de facções adversárias  é um meio regular de guerra. Entre os refugiados de guerra estão não apenas vítimas de violência, mas também muitos perpetradores. Os estupradores não estão interessados apenas na "atração sexual" das mulheres europeias, mas também querem manchar a honra dos homens europeus. Eles achavam que todo o europeu tinha um apartamento de luxo, um carro e uma "bela loira" e que eles também o conseguiriam e compartilhariam a prosperidade. Nos abrigos de refugiados, eles se sentiram traídos e finalmente se vingaram dos homens alemães nas mulheres europeias em seu nome. 